# اكويدير الزاوية (تباردة)
اكويدير الزاوية هو دُوَّار يقع بجماعة المواريد، إقليم الصويرة، جهة مراكش آسفي في المملكة المغربية. ينتمي الدوّار لمشيخة تباردة التي تضم 6 دواوير. يقدر عدد سكانه بـ 1007 نسمة حسب الإحصاء الرسمي للسكان والسكنى لسنة 2004م.

## روابط خارجية
- البوابة الوطنية للجماعات الترابية
- المندوبية السامية للتخطيط